# Кокушка
Кокушка — деревня в Котельничском районе Кировской области в составе Карпушинского сельского поселения.

## География
Располагается на расстоянии примерно 8 км по прямой на северо-запад от райцентра города Котельнич.

## История
Известна с 1802 года как починок Пинаевский с 2 дворами. В 1873 году здесь (починок Пинаевский или Кокушки) было учтено дворов 12 и жителей 98, в 1905 (деревня Пинаевская или Кокушки) 19 и 115, в 1926 (Кокушка или Пинаевский) 18 и 101, в 1950 13 и 65, в 1989 проживало 7 человек. Настоящее название утвердилось с 1939 года.

## Население
Постоянное население  составляло 4 человека (русские 100%) в 2002 году, 1 в 2010.